# Rhynchobunus
Rhynchobunus is een geslacht van hooiwagens uit de familie Triaenonychidae.
De wetenschappelijke naam Rhynchobunus is voor het eerst geldig gepubliceerd door Hickman in 1958. 

## Soorten
Rhynchobunus is monotypisch en omvat slechts de volgende soort:
- Rhynchobunus arrogans